# Dobra (Sanok)
Pour les articles homonymes, voir Dobra.
Dobra (prononciation : [ˈdɔbra]) est une localité polonaise de la gmina et du powiat de Sanok en voïvodie des Basses-Carpates.